# Agostar

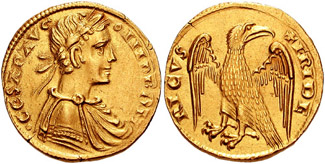

Els catalanoparlants anomenaven "agostar" la moneda d'or siciliana dita augustal que el 1231 va encunyar Frederic II. Tenia una llei de 20,5 quirats i pesava 5,25 grams. Més endavant també anomenaren d'aquesta manera el pirral d'or sicilià encunyat pel comte-rei Pere el Gran entre 1282 i 1285 amb un valor de 14 sous barcelonesos, que tenia una llei de 23'75 quirats i pesava 4'35 grams. L'agostar també fou batut per Jaume el Just i Frederic III de Sicília i fou la primera emissió d'or de tipus occidental en el marc de la Corona d'Aragó.